# トリプシンインヒビター
トリプシンインヒビター（英: trypsin inhibitor、略称: TI）は、トリプシンの活性化と触媒反応を制御してその生物学的活性を低下させる、セリンプロテアーゼインヒビター（セルピン）の1種である。トリプシンはさまざまなタンパク質の分解に関与する酵素であり、ヒトやその他の単胃動物、幼い反芻動物において消化過程の一部として機能している。トリプシンインヒビターを含むセルピンは、不可逆的な自殺型阻害を行う。
トリプシンインヒビターはトリプシンに破壊的な変化を生じさせ、その結果トリプシンは消化過程のためのタンパク質結合を行うことができなくなる。このようにしてプロテアーゼインヒビターは消化活性に干渉し、反栄養素的作用を示す。そのため、トリプシンインヒビターは反栄養因子（anti-nutritional factor: ANF）であると考えられている。さらに、トリプシンインヒビターはキモトリプシンの機能にも部分的に干渉する。
食物中のトリプシンインヒビターによって成長の遅れや代謝・消化器疾患が引き起こされることが知られており、トリプシンインヒビターの摂取による膵肥大の発生はよくみられる。食物中のトリプシンインヒビターはタンパク質摂取効率を低下させ、消費者の体はタンパク質を十分に効率的に利用することができなくなる。

## 機能
トリプシンインヒビターは、多くの豆類に含まれている。トリプシンインヒビターは主に植食者の成長を低下させることで、防御機構として機能する。また、スクミリンゴガイPomacea canaliculataの卵中のプロテアーゼインヒビターが捕食者に対してトリプシンインヒビターとして作用することが2010年に報告されており、動物界においてもこうした防御機構が存在することを直接的に示す最初の例となった。
トリプシンインヒビターはウシなどの動物の膵臓でも産生されており、トリプシノーゲンやキモトリプシノーゲンの活性化を防ぐ役割を果たしている。

## 不活化
トリプシンインヒビターは易熱性であるため、食品を熱処理することで不活化を行うことができ、安全に食用とすることができるようになる。大豆の場合、14分の煮沸で80%が不活化され、30分で90%が不活化される。圧力鍋の使用など、より高温での調理によって必要な調理時間を短くすることができる。不活性化の程度の測定にはELISAを利用することができる。

## 利用
生物学においてトリプシンインヒビターは、無血清培地での継代培養の際のトリプシン処理の不活化に利用される。また、ヒト尿中トリプシンインヒビター製剤（ウリナスタチン）は、急性膵炎やさまざまなショックへの対処に利用される。TATI（tumor-associated trypsin inhibitor）は、卵巣がんや腎不全のマーカーとして利用される。植物ではトリプシンインヒビターをはじめとするさまざまなプロテアーゼインヒビターが植食者に対する防御機構となっていることが知られており、これらの遺伝子を作物へ導入して害虫管理に利用する試みも行われている。
| 由来           | インヒビター        | 分子サイズ                               | 詳細                                                                                             |
| -------------- | ------------------- | ---------------------------------------- | ------------------------------------------------------------------------------------------------ |
| ヒト血漿       | α1-アンチトリプシン | 52 kDa                                   |                                                                                                  |
| リママメ       |                     | 9 kDa                                    |                                                                                                  |
| ウシ膵および肺 | アプロチニン        | 6.5 kDa                                  | BPTI（basic pancreatic trypsin inhibitor）としても知られ、いくつかのセリンプロテアーゼを阻害する |
| ニワトリ卵白   | オボムコイド        | 28 kDa                                   |                                                                                                  |
| ダイズ         | Kunitz、Bowman-Birk | 20.1 kDa（Kunitz）、8 kDa（Bowman-Birk） | Bowman-Birkインヒビターはキモトリプシンにも作用する                                              |